# Kaluga-Hausen
Der Kaluga-Hausen oder Sibirische Hausen (Sinosturio dauricus, Synonym: Huso dauricus) ist eine von sieben Arten aus der Gattung Sinosturio aus der Fischfamilie der Störe (Acipenseridae). Er kommt endemisch im Amur in Nordostasien an der Grenze von Russland und China vor. Die Art gehört, wie der Europäische Hausen (Huso huso), zu den größten im Süßwasser vorkommenden Fischen und ist heute vom Aussterben bedroht.

## Merkmale
Der Kaluga-Hausen weist die typische langgestreckte Gestalt der Störe mit fünf Reihen von Knochenschilden und heterocerker Schwanzflosse auf. Das Maul ist wie beim Europäischen Hausen halbmondförmig und so breit, dass es bis zum Rand der Schnauze reicht. Im Gegensatz zu den meisten anderen Stören öffnet es sich nach vorne hin und die davor sitzenden vier Barteln sind seitlich abgeflacht, aber im Gegensatz zum Europäischen Hausen nicht gefranst. Die Kiemenmembranen beider Seiten sind verbunden und an der Bauchseite frei. Die Kiemenreuse weist 16 bis 23 Dornen auf. Der höchste Punkt des Rückens liegt beim ersten Rückenschild und damit weiter vorne als beim Europäischen Hausen. Die 10 bis 16 Rückenschilde sind abgerundet (?), hinter der 43- bis 57-strahligen Rückenflosse liegen 1–3 kleine Schilde. In der Seitenreihe stehen 32 bis 46 und in der Bauchreihe 7 bis 13 Schilde. Zwischen dem Anus und der 26- bis 35-strahligen Afterflosse liegen 2 bis 6 Schilde und hinter der Afterflosse noch einmal 1 bis 3.

### Größe
Kaluga-Hausen werden mit 170 bis 190 Zentimetern Länge geschlechtsreif und erreichen meist eine Länge von 180 bis 230 Zentimetern. Die maximale Größe liegt je nach Autor zwischen viereinhalb und 5,6 Metern bei einem Gewicht bis zu einer Tonne. Der bislang größte gefangene Kaluga wurde 1996 am Amur erbeutet, wog 250 Kilogramm und war 3,50 Meter lang. Dabei kann er ein Alter bis zu 80 Jahren erreichen.
Im Mai 2012 berichtete Spiegel.de über einen Fang eines Kaluga von 617 Kilogramm. Die Fischdame soll künftig in einer Aufzuchtstation für Nachwuchs sorgen.

## Vorkommen

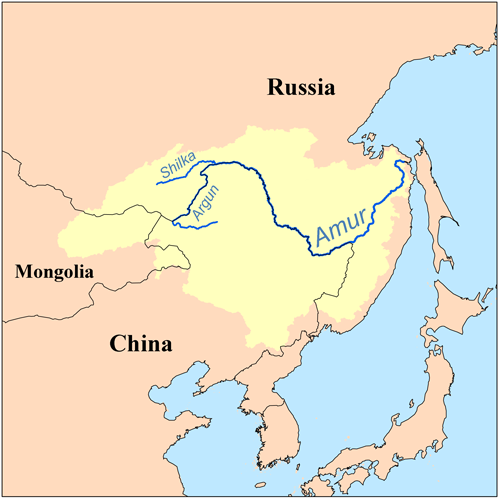
Der Amur und sein Einzugsgebiet in Nordostasien

Die Art bewohnt den über 4.000 Kilometer langen Amur und seine Nebenflüsse und kann dabei vom Hochland bis zur Mündung alle größeren Flussläufe und Seen besiedeln. Jungtiere dringen im Sommer auch in küstennahe Meeresgebiete vor. Es existieren vier Populationen, die den Mündungsbereich, den unteren Amur, den oberen Amur sowie die Nebenflüsse Seja und Bureja besiedeln. Die häufigsten Fänge des Kaluga-Hausens werden vom Mittellauf des Amur vermeldet, wo chinesische und russische Fischer gemeinsam ihre Fanggründe haben. Weiterhin kommen sie in den Nebenflüssen Shilka, Onon, Argun, Nerch, Sungari, Nonni, Ussuri und Neijiang vor, teilweise auch im Khanka See oder Orel See oberhalb von Nikolaewsk. Jungtiere halten sich in den Küstengewässern des Ochotskischen Meeres  auf, im nordöstlichen Teil der Tatarischen Meeresstraße und in der Japanischen See, in der Nähe der Inseln Hokkaidō und Honshū.

## Lebensweise
Kaluga-Hausen sind wandernde Raubfische. Sie bewohnen zusammen mit typisch benthischen Fischarten wie Acipenser schrenckii, Iksookimia longicorpa, I. koreensis, I. hugowolfeldi, Cobitis melanoleuca melanoleuca und Iksookimia pumila den Gewässergrund. Bei der am besten untersuchten Population im Mündungsbereich lassen sich zwei Morphen unterscheiden. Die mit 75 bis 80 % der Individuen häufigere Morphe hält sich ganzjährig im Süßwasser auf, während die andere Morphe im späten Juni bis frühen Juli in das Brackwasser der Mündung und die angrenzenden Meeresbereiche mit Salinitäten von 12 bis 16 ‰ einwandert. Jungtiere können dann im Ochotskischen Meer und im Japanischen Meer um Sachalin, Hokkaidō und Honshū gefangen werden. Im Herbst, bei steigender Salinität, kehren sie in den Fluss zurück. Wenn ihnen das wetterbedingt nicht rechtzeitig gelingt und das Wasser eine Salinität von 20 bis 30 ‰ und Temperaturen unter 0 °C erreicht, sterben sie.
Ihre Anzahl wurde in den 1980er Jahren von Krykhtin and Svirskii auf 70.000 Individuen bei der Küstenpopulation (estuary population) und 30.000 Individuen bei der Amur-Morphe geschätzt.
Die Nahrung hängt vom Alter der Tiere ab, wobei die Tiere im Winter und geschlechtsreife Tiere auch während der Laichzeit nicht fressen. Jungtiere ernähren sich im ersten Jahr überwiegend von Wirbellosen. Später fangen sie Jungfische pelagischer Arten wie dem Ketalachs (Oncorhynchus keta), während ältere Tiere ab etwa 3 bis 4 Jahren überwiegend ausgewachsene Fische fressen. Auch Kannibalismus kommt häufig vor. Kaluga-Stören wird eine gewisse Aggressivität zugeschrieben. So gibt es Berichte, sie hätten Fischerboote umgestoßen und ins Wasser gefallene Fischer bedrängt. Ein konkreter Angriff auf Menschen wurde jedoch nie nachgewiesen.

## Gefährdung
Rückstände aus der Erdölgewinnung, Phenol und das Einbringen von Mineraldünger haben die Wasserqualität des Amur negativ beeinflusst. Quecksilbereintrag und die Akkumulation des Schwermetalls am Gewässerboden, insbesondere aus der Zeit der sowjetischen Industrialisierung, beeinträchtigten die Population des Kaluga-Störs.
Aufgrund seines Rogens wurden die Bestände in Vergangenheit bis an den Rand der Ausrottung gebracht. Mittlerweile ist der Fang vielerorts streng verboten. Während sein Bestand 1986 noch als selten galt, wurde er 1996 als gefährdet eingestuft. Der Bestand ging vom 19. Jahrhundert bis ins Jahr 1992 um 80 % zurück.  Der Kaluga-Hausen ist noch nicht überall vollständig geschützt. In der chinesischen Heilongjiang Provinz wurden bereits in den 1950er Jahren Schutzmaßnahmen wie Fangbeschränkungen, Schonzeiten und geschützte Areale beschlossen. Diese Maßnahmen wurden 1982 erneuert.  Das Mindestmaß liegt bei 200 Zentimetern und einem Gewicht von 65 Kilogramm. Untermaßige Kaluga-Hausen müssen wieder zurückgesetzt werden. Der Fang ist in der Zeit von Mitte Juni bis Mitte Juli vollständig untersagt. Die 1.270 Kilometer lange Gewässerstrecke von Fuyan bis Heihe wurde zur Schutzzone erklärt.

## Wirtschaftliche Bedeutung
Der Kaluga-Hausen hat für die Gewinnung von Kaviar eine wirtschaftliche Bedeutung. Während in den offiziellen Fangstatistiken Russlands im Jahr 1881 noch 595 Tonnen Kaluga-Hausen-Kaviar verzeichnet wurde, sank die Zahl 1948 auf 61 Tonnen mit einem leichten Anstieg auf 89 Tonnen im Jahr 1996. 1998 exportierten China 4.481 Kilogramm und Russland 2.758 Kilogramm Kaviar, hauptsächlich in die USA. Hauptabnehmerländer sind Japan, Bundesrepublik Deutschland, USA und die Vereinigten Arabischen Emirate.